# Wow (album)
Pour les articles homonymes, voir Wow.
Albums de Superbus
Pop'n'Gum
(2004) Live à Paris
(2008)
Singles
1. Le Rock à Billy
Sortie : 21 juin 2006
2. Butterfly
Sortie : 24 juillet 2006
3. Lola
Sortie : 1er mars 2007
4. Travel the World
Sortie : 1er septembre 2007
5. Ça mousse
Sortie : 1er mars 2008

Wow est le troisième album du groupe français Superbus. Il est sorti le 16 octobre 2006.
Les morceaux Le Rock à Billy, Butterfly, Lola, Travel the World et Ça mousse en sont les cinq singles. L'album s'est vendu à plus de 400 000 exemplaires, s'est classé à la 6e place des charts français et a été certifié disque de platine.

## Historique de l'album

### Genèse et thèmes
Lors de la fin de la tournée Pop'n'Gum, le groupe interprète un titre inédit : Un, Deux, Trois. Un titre qui ne trouve finalement pas sa place sur l'album, mais qui annonce un tournant pour le groupe. Les paroles de la chanson sont en effet plus sombres que le « bubble rock » des débuts.
Le groupe aborde un sujet seulement effleuré dans les précédentes compositions (Tchi-Cum-Bah, Ennemie, C'est pas comme ça) : l'amour sous tous ses angles et toutes ses formes. L'homosexualité avec Lola et Let Me Hold You, la difficulté des rapports amoureux avec Tiens le fil ou Un peu de douleur, l'érotisme avec Over You ou tout simplement tomber amoureux avec Butterfly. Jennifer Ayache aborde également la nostalgie de l'adolescence avec On Monday et rend hommage aux fans avec Ramdam.

### Enregistrement et sortie
L'enregistrement de Wow a eu lieu, comme son prédécesseur Pop'n'Gum au studio ICP à Bruxelles en mai 2006. Toujours épaulé de Djoum au son, le groupe à cette fois-ci réalisé lui-même cet album, ne faisant plus appel à un intervenant extérieur, comme David Salsedo pour les deux premiers disques.
L'album est sorti le 16 octobre 2006 dans deux éditions différentes : CD simple (Super Jewel Box) et édition collector (Digibock) avec en prime une affiche et deux titres bonus : Bad Boy Killer et Breath. En amont, un bus scolaire californien aux couleurs du groupe, rebaptisé le Superbus, sillonne quelques grandes villes de France pour une écoute exclusive de l'album en avant-première : Lyon le 9 octobre, Rennes le 10 octobre, Lille le 11 octobre, Toulouse le 14 octobre et Paris le 16 octobre, jour de la sortie de l'album. Chacune de ces villes accueillent un concert privé de Superbus, dans lequel le groupe dévoile ses nouveaux morceaux dans un club rock de la ville.
L'album a assez vite du succès, notamment grâce aux diffusions de Butterfly sur les radios. Il est couronné d'un disque d'or, remis au groupe le soir de leur concert à l'Olympia, ainsi que d'une Victoire de la musique dans la catégorie « meilleur album pop rock » quelques semaines avant.
Rescapé des sessions d'enregistrement de Wow, le titre Eighteen est sorti en single digital le 1er mars 2007 avant de se retrouver en face B du single de Butterfly, le 12 mars.
L'album a ensuite été réédité au format slidepac le 30 juin 2007 et en version deluxe 2 CD avec le Super Acoustique le 5 juillet 2008.

## Singles
En guise d'avant-goût et à l'occasion de la fête de la musique, Superbus dévoile un premier extrait de Wow le 21 juin 2006 sur les ondes de Ouï FM : Le Rock à Billy. Un titre qui fut disponible le 13 juillet 2006 en digital, et qui illustra à la même époque un clip'o'teaser : des images de la séance photo de l'album en accéléré.
Vint ensuite Butterfly, le single qui donna au groupe une dimension grand public. Le titre entre en playlist sur Europe 2 et le Mouv' dès le 24 juillet 2006 et sort en digital le 24 août. Le clip est signé Arno Bani, et rentre en playlist télé quelques jours avant la sortie de l'album. La notoriété de la chanson se fait sentir dès le mois de novembre, grâce à une entrée en playlist sur NRJ. Il finira par sortir en single commercial le 12 mars 2007, avec l'inédit Eighteen en face B.
Le troisième single entre en radio en mars 2007 : il s'agit de Lola. Il demeure le plus grand succès de Superbus, ayant atteint la deuxième place du top 50. Son clip, toujours réalisé par Arno Bani, fait son apparition à la même période que le single sur les ondes, fin mars.
Le quatrième single de l'album, Travel the World, aura beaucoup moins de succès que ses deux prédécesseurs. Il est playlisté en radio dès septembre 2007 et sort en single commercial le 5 novembre. Le clip est pour la troisième fois réalisé par Arno Bani. Il bénéficiera de deux versions. Une première sortie a la mi-octobre, puis très vite le clip fut remasterisé devant le mécontentement des fans. Une deuxième version fit son apparition début novembre. Aujourd'hui, les deux versions sont toujours diffusées.
Enfin le cinquième et dernier single extrait de Wow fut Ça mousse. Un titre qui fit la promotion du premier DVD Live de Superbus, Live à Paris. Le clip, réalisé par les Sp6men (tout comme Tchi-Cum-Bah) est composé d'images de live et d'archives personnelles du groupe lors de la tournée Wow.

## Pistes de l'album
Toutes les chansons sont écrites et composées par Jennifer Ayache.
| 1.    | Le Rock à Billy   | 2:04 |
| 2.    | Ramdam            | 3:16 |
| 3.    | Butterfly         | 3:53 |
| 4.    | Over You          | 2:44 |
| 5.    | Lola              | 2:58 |
| 6.    | Tiens le fil      | 2:02 |
| 7.    | Un peu de douleur | 2:48 |
| 8.    | Let Me Hold You   | 3:15 |
| 9.    | On Monday         | 4:22 |
| 10.   | Travel the World  | 3:48 |
| 11.   | Jenn je t'aime    | 3:16 |
| 12.   | Ça mousse         | 3:13 |
| 37:35 |                   |      |

| 13. | Bad Boy Killer | 2:44 |
| 14. | Breath         | 3:46 |

| 15. | Heart of Glass | 3:48 |

| 16. | Eighteen | 3:02 |

## Classements
| 2006 | Wow - Date de sortie : 16 octobre 2006 | 6 | 38 |

## Utilisation des morceaux
- Butterfly peut être chantée dans Singstar Pop Hits et figure également dans la bande son du jeu vidéo FIFA 08[2].
- Travel the World peut être entendu dans la version française du film Bee Movie : Drôle d'abeille.